# Norrleden (Växjö)
Norrleden er en motortrafikvej der går igennem det nordlige Växjö.
Ruten består af Riksväg 23, Riksväg 25 og Riksväg 27, der går igennem det nordlige Växjö og er den mest befærdede vej i Växjö.
Motortrafikvejen forbinder Riksväg 30 som er en motorvejsstrækning der går mod Växjö Centrum.
Motortrafikvejen blev bygget i 1980erne og motorvejen mod Växjö Centrum blev bygget i 1960 erne eller i begyndelsen af 1970erne.

## Trafikpladser og afkørsler
- Motortrafikvej begynder
- Trafikplats Helgevärma 25, 27 30  → Ljungby, Halmstad, Göteborg, Jönköping
- Trafikplats Araby
- Trafikplats Hovshaga
- Trafikplats Norremark 23, 37 → Linköping, Oskarshamn